# Драмм, Мэйр
Мэйр Драмм (ирл. Máire Drumm), урождённая Мэйр Макэлир (ирл. Máire McAleer; 22 ноября 1919, Ньюри — 28 октября 1976, Белфаст) — ирландский политик, вице-председатель партии Шинн Фейн в 1972—1976 годах, руководительница Совета ирландских женщин.

## Биография
Родилась в городе Ньюри в семье ирландских республиканцев. Мать Мэйр участвовала в войне за независимость Ирландии и гражданской войне. Мэйр провела детство в деревне Киллин в графстве Арма, где играла в камоги (вариант хёрлинга для женщин). После встречи своего будущего мужа, которого судили за поддержку республиканцев, Мэйр увлеклась политикой и вошла в Североирландскую ассоциацию гражданских прав, помогая католикам, изгнанным из своих домов протестантами, находить новое жильё. В 1972—1976 годах она была вице-президентом партии Шинн Фейн.
Дважды Драмм была осуждена за свои высказывания. После её освобождения из тюрьмы Арма протестанты и полицейские спецслужбы стали чаще и чаще обыскивать её дом. Из-за постоянных обысков и споров здоровье Драмм ухудшилось, и её направили в белфастский госпиталь Mater Infirmorum.
28 октября 1976 Мэйр Драмм, восстанавливавшаяся после операции на глазах, погибла в результате вооружённого нападения, совершённого Коммандос Красной Руки.

## Цитаты
Цитатами Драмм украшены многие стены в городах Северной Ирландии.

Единственные люди, достойные свободы — те, которые готовы выйти и сражаться за неё каждый день и, если надо, умереть.
Оригинальный текст (англ.)The only people worthy of freedom are those who are prepared to go out and fight for it every day, and die if necessary.

Не делать ни шагу назад, только двигаться вперёд, иначе мученики, что умерли за вас, за меня и за эту страну, навеки нас проклянут.
Оригинальный текст (англ.)We must take no steps backward, our steps must be onward, for if we don't, the martyrs that died for you, for me, for this country will haunt us forever.